# Stress (chanson d'Odd Børre)
Pour les articles homonymes, voir Stress (homonymie).
Chansons représentant la Norvège au Concours Eurovision de la chanson
Dukkemann
(1967) Oj, oj, oj, så glad jeg skal bli
(1969)
Singles de Odd Børre
Min lilla lapplandsflicka
(1967) Man levar bara två gångar
(1968)
Stress est une chanson du chanteur norvégien Odd Børre parue sur son album Om du visste et sortie en 45 tours en 1968. C'est la chanson qui représente la Norvège au Concours Eurovision de la chanson 1968.

## À l'Eurovision

### Sélection
Le 3 mars 1968, ayant remporté le Melodi Grand Prix 1968, la chanson Stress, interprétée par Odd Børre, est sélectionnée pour représenter la Norvège au Concours Eurovision de la chanson 1968 le 6 avril à Londres.

### À Londres
La chanson est intégralement interprétée en norvégien, langue officielle de la Norvège, comme l'impose la règle de 1966 à 1972. L'orchestre est dirigé par Øivind Bergh (en).
Stress est la treizième chanson interprétée lors de la soirée du concours, suivant Congratulations de Cliff Richard pour le Royaume-Uni et précédant Chance of a Lifetime de Pat McGeegan pour l'Irlande.
À l'issue du vote, elle obtient 2 points et se classe 13e — ex aequo avec Guardando il sole de Gianni Mascolo pour la Suisse et Tausend Fenster de Karel Gott pour l'Autriche — sur 17 chansons,.

## Liste des titres
| A1. | Stress                                         | Ola B. Johannessen (en), Tor Hultin (no) | 2:17 |
| A2. | Jeg har aldri vært så glad i noen som deg (no) | Kari Neegaard (no)                       | 2:40 |

## Historique de sortie
| Pays    | Date | Format   | Label  |
| ------- | ---- | -------- | ------ |
| Norvège | 1968 | 45 tours | Triola |